# دیدام
دیدام (به هلندی: Didam) یک منطقهٔ مسکونی در هلند است که در مونتفرلاند واقع شده‌است.